# Henlea nasuta
Henlea nasuta is een ringworm uit de familie van de Enchytraeidae. De wetenschappelijke naam van de soort is voor het eerst geldig gepubliceerd in 1878 door Eisen.